# Denise Imoudu
Denise Imoudu (* 14. Dezember 1995 in Schwedt/Oder) ist eine deutsche Volleyballspielerin mit nigerianischen Wurzeln.

## Karriere
Imoudu begann ihre Karriere beim TSV Blau-Weiß Schwedt. Von dort wechselte sie zum Nachwuchsteam VC Olympia Berlin. Im Jahr 2011 nahm sie mit der deutschen Junioren-Nationalmannschaft an der Europameisterschaft der Altersklasse U18 in Ankara teil. Ab der Saison 2011/12 spielte sie mit dem VC Olympia in der Bundesliga, bevor sie im Sommer 2013 zum Meister und Pokalsieger Schweriner SC wechselte. In dieser Zeit hatte sie auch ihre ersten Einsätze in der deutschen Nationalmannschaft. 2015 wechselte Imoudu zusammen mit ihrer Teamkollegin Jana-Franziska Poll zum Ligakonkurrenten VT Aurubis Hamburg. Nachdem Imoudu in Schwerin über weite Strecken Ergänzungsspielerin mit wenig Spielanteilen war, entwickelte sie sich in Hamburg zur Leistungsträgerin. Zweimal gewann sie in der Saison 2015/16 die goldene MVP-Medaille, fünfmal die silberne. Nachdem der Verein am Ende der Saison Insolvenz anmeldete, wechselte Imoudu zum SC Potsdam. Mit den Potsdamerinnen erreichte sie in der Saison 2016/17 als Tabellenvierter das Playoff-Viertelfinale, das gegen den 1. VC Wiesbaden verloren ging. Ein Jahr später stand Imoudu mit dem Verein erneut im Playoff-Viertelfinale und unterlag dem Dresdner SC. Danach wurde sie zum Ligakonkurrenten Ladies in Black Aachen verpflichtet. Mit der Nationalmannschaft spielte sie 2018 in der Nations League und bei der Weltmeisterschaft in Japan. Mit Aachen erreichte sie im DVV-Pokal 2018/19 und in den Bundesliga-Playoffs jeweils das Halbfinale. Außerdem spielte sie im Challenge Cup. Anschließend kehrte sie für eine Saison zurück zum SC Potsdam. 2020 kehrte Imoudu zurück zum SSC Palmberg Schwerin, mit dem sie 2021 den DVV-Pokal gewann. 2022 beendete sie ihre Karriere.

## Privates
Imoudus Vater Marcus stammt aus Lagos in Nigeria und studierte in der DDR. Ihr Bruder Melvin Imoudu ist Europameister und mehrfacher Deutscher Meister im Schwimmen.